# إديث جوستين
إديث جوستين (بالإنجليزية: Edith Heath)‏ هي مصممة أمريكية، ولدت في 24 مايو 1911 في إيدا غروف في الولايات المتحدة، وتوفيت في 27 ديسمبر 2005 في تيبورون في الولايات المتحدة.